# 水野めぐみ
水野 めぐみ（みずの めぐみ、1984年2月6日- ）は、埼玉県出身の女優、モデル。身長157cm、47kg。所属事務所は宝映テレビプロダクション。

## 人物
- 趣味、特技は映画鑑賞、舞台鑑賞、洋裁、クラシックバレエ、モダンバレエ、ダンス（ジャズ、コンテンポラリー、タップ）日本舞踊。
- 事務所には前身の東京宝映テレビ時代から在籍しており同時期には小栗旬や倉貫匡弘も在籍しており一緒にレッスンを受けていた。
- 映像、舞台、ダンス、歌とあらゆる面で実力を発揮でき、2007年度にはミス湘南コンテストにおいてミス湘南フォトジェニックに選ばれる等モデルとしても才能を発揮している。

## 出演

### テレビ
- 天才てれびくんMAX (NHK)
- CATV50周年〜すばらしき私の街スペシャル (NHK)
- 月曜ミステリー劇場 (早乙女千春の添乗報告書〜那須高原湯けむりツアー殺人事件) (TBS)
- 水曜ミステリー9 (クラブママ立花小夜子〜銀座高級クラブママVS熱海老舗旅館女将) (テレビ東京)
- 刑事吉永誠一 涙の事件簿4 一番大切な死体(ひと) (テレビ東京)
- 超歴史ミステリーロマン〜女たちの戦国 (テレビ東京)
- 決着!歴史ミステリー (テレビ東京)
- 氷の家族 (TOKYO MX)
- ビートたけしのTVタックル (テレビ朝日)
- ロンドンハーツ（テレビ朝日）
- ダンランキブン〜スーパーなわとびすと選手権（レポーター） (CATV)

### CM
- ABCパチンコ店
- オリヒロ「健康集団 MOSTゼリー“カロリーゼロ篇”、“ぷるんと蒟蒻篇”」

### 舞台
- TRAPPING HOUSE
- トウキョウラヂオ
- みにくいアヒルの子
- ラフカット2007「あの角を左に曲がったら」
- 新宿コマ劇場「美(ちゅ)ら島伝説〜暴れん坊将軍スペシャルII〜」

### 雑誌
- ブランドバーゲン

### スチール
- バンダイ「シールフォトクラブ」
- MAQUIA

### コンテスト
- 第22回「ミス湘南コンテスト」フォトジェニック入賞 - 2007年